# دانیل پودر
دانیل پودر (انگلیسی: Daniel Puder؛ زادهٔ ۹ اکتبر ۱۹۸۱) ورزشکار هنرهای رزمی ترکیبی و کشتی‌گیر کشتی حرفه‌ای اهل ایالات متحده آمریکا است.